# Liviu Nagy
Liviu Nagy, né le 20 novembre 1929, à Oradea, en Roumanie et mort en 1999, est un ancien joueur de basket-ball roumain.